# پوواکپیتیا
پوواکپیتیا (به لاتین: Puwakpitiya) یک منطقهٔ مسکونی در سری‌لانکا است که در استان مرکزی (سری‌لانکا) واقع شده‌است.